# メイショウドトウ
メイショウドトウ（欧字名:Meisho Doto、1996年3月25日 - ）は、日本の競走馬、種牡馬。
古馬となった2000年より能力が本格化し重賞戦線で活躍したものの、同期のテイエムオペラオーを前にGI競走5度連続の2着に終わり、シルバーコレクターとして知られていた。その後、2001年の宝塚記念（GI）でテイエムオペラオーを破り遂にGI制覇を果たした。その他の勝ち鞍に、2000年の金鯱賞（GII）、オールカマー（GII）、中京記念（GIII）、2001年の日経賞（GII）。

## 競走馬時代
- 特記事項なき場合、本節の出典はJBISサーチ[5]

### 1999年
1999年1月6日、京都競馬場の新馬戦でデビューし2着、2戦目で勝ちあがる。4月に中京競馬場で行われた500万円下・かいどう賞では後方から直線で差し切って2勝目を挙げ。秋に入って嵯峨野特別、ドンカスターステークスと連勝しオープンクラスに昇級。オープン初戦の六甲ステークスは11頭立ての最下位に終わった。なお、5戦目の香港JCTまではダート戦を選んで出走していた。なお、アイルランド産の外国産馬であるメイショウドトウは、当時の規定においてクラシック競走の出走権がなかった。また、デビューが年明けとなり本格化が遅れたため、外国産馬のクラシック出走制限緩和に先んじて外国産馬にクラシック世代での目標を与える目的で開始されたNHKマイルカップにも出走することはできなかった。

### 2000年
重賞初挑戦となった年明けの日経新春杯では8番人気ながらマーベラスタイマーの2着入線。重賞2戦目となった中京記念では、ブリリアントロードを3馬身差におさえてレコードタイムで重賞初制覇を挙げた。続く日経賞3着、メトロポリタンステークス1着を経て、金鯱賞で重賞2勝目を挙げた。
自身初のGI出走となった宝塚記念では、単勝23.0倍の6番人気となった。当日の1番人気は同世代の皐月賞を制したテイエムオペラオーで、2番人気のグラスワンダーがこれに続いた。レースでは積極性を見せて序盤から2番手につけたが、ゴール前で追い込んできたテイエムオペラオーに差し切られてクビ差の2着となった。この宝塚記念は「テイエムオペラオー対グラスワンダーの頂上決戦」として注目されたレースであったが、結果的にはクラシック戦線を歩まずに古馬路線へ進んだ伏兵のメイショウドトウが2着につけて評価を上げた。なお、2番人気のグラスワンダーは6着で終わり、このレース後に骨折が見つかったため、これが最後の競馬となった。
古馬になって本格化が始まり、秋は初戦のオールカマーで単勝1.9倍の1番人気に推され、これを制して重賞3勝目とした。10月29日の天皇賞（秋）では、宝塚記念の好走やオールカマーの勝利が評価され、テイエムオペラオーに次いで単勝4.4倍の2番人気となったが、再びテイエムオペラオーに2馬身半差をつけられ2着となった。続く11月26日の国際招待競走・ジャパンカップでは、ランフランコ・デットーリ騎乗のファンタスティックライトを始めとする海外有力馬や、1歳下のクラシック二冠馬であるエアシャカール、同じく1歳下のダービー馬のアグネスフライトに人気を譲り、単勝16.1倍・5番人気での出走となった。序盤からステイゴールドが逃げる展開となり、メイショウドトウは先団につける形でレースが進んだ。最終直線では先行するメイショウドトウよりわずかに先に仕掛けたテイエムオペラオー、外のファンタスティックライトの3頭による追い比べとなり、テイエムオペラオーとのクビ差で2着となった。
テイエムオペラオーに後塵を拝しGI3戦連続で2着に屈した中で迎える有馬記念を前に、主戦騎手を務める安田康彦は「馬の能力に差はない。勝つ乗り方をする」と述べリベンジに自信を覗かせた。当日のオッズではテイエムオペラオーに人気が集中して単勝1.7倍の1番人気を示したのに対して、メイショウドトウは単勝6.8倍の2番人気となり、同世代の菊花賞馬であるナリタトップロードが単勝7.6倍の3番人気でこれに続いた。レースでのメイショウドトウは、第4コーナーを大外から上がって直線を迎え、馬場の真ん中から先頭に立ったダイワテキサスを追走した。逆にテイエムオペラオーは第4コーナーで進路が見つからずメイショウドトウの後方で直線を迎えたが、外のメイショウドトウと内のトーホウシデンの間にあるわずかなスペースに割って入り、メイショウドトウをかわして前へ出た。メイショウドトウはそのままテイエムオペラオーを追走する形でダイワテキサスを捉えて最後は2頭の勝負となったが、テイエムオペラオーとのハナ差で2着となり、この結果によって秋古馬三冠路線のすべてでテイエムオペラオーの2着に甘んじる結果となった。

### 2001年
| メイショウドトウ | メイショウドトウ |     | テイエムオペラオー | テイエムオペラオー |
| ---------------- | ---------------- | --- | ------------------ | ------------------ |
| 宝塚記念         | 2着              | '00 | 1着                | 宝塚記念           |
| オールカマー     | 1着              | '00 | 1着                | 京都大賞典         |
| 天皇賞（秋）     | 2着              | '00 | 1着                | 天皇賞（秋）       |
| ジャパンカップ   | 2着              | '00 | 1着                | ジャパンカップ     |
| 有馬記念         | 2着              | '00 | 1着                | 有馬記念           |
| 日経賞           | 1着              | '01 | 4着                | 産経大阪杯         |
| 天皇賞（春）     | 2着              | '01 | 1着                | 天皇賞（春）       |
| 宝塚記念         |                  |     |                    |                    |

前年に秋古馬三冠を目の前で奪われたメイショウドトウ陣営は「打倒テイエムオペラオー」を明確に打ち出した。2001年の初戦となった1月16日の日経賞では単勝1.1倍の圧倒的1番人気を示し、マチカネキンノホシとの直線勝負を制して重賞4勝目を挙げた。
4月29日の天皇賞（春）では、テイエムオペラオー、ナリタトップロードに続く単勝6.5倍の3番人気での出走となった。メイショウドトウにとって天皇賞（春）の3200mは過去に出走したことがないほどの長距離レースのため、距離適正外とされたものの、テイエムオペラオーが前走の大阪杯で4着に終わり連勝記録が途絶えたことで、前走の阪神大賞典で圧勝したナリタトップロードと人気を分け合う形となった。レースでは過去の4連敗から一転してテイエムオペラオーの後方で足を溜めたものの、残り100mで逃げるナリタトップロードをかわして馬群を抜け出したテイエムオペラオーを追走する形で2着となった。これによってメイショウドトウは、テイエムオペラオーの前に5度連続で2着となった。しかし、騎手の安田康彦はレース後に「今回は初めての距離でスタミナがもつか半信半疑だった。（中略）馬はよく伸びた。今日は本当に収穫があった。これで次は逆転できる」と語り、メイショウドトウの走りに確かな感触を得ていた。
メイショウドトウ陣営が「ここしかないと思ってやってきた」と語った6月24日の宝塚記念では、6度目の直接対戦となるテイエムオペラオーが単勝1.5倍の1番人気に対して、メイショウドトウは2番人気の3.4倍となった。また馬連ではこの2頭の組み合わせが2.1倍に上った。天皇杯（春）後のコメントでテイエムオペラオーへのリベンジに自信を覗かせた騎手の安田は、今までの対戦からテイエムオペラオーに対して瞬発力勝負を挑むのは分が悪いと考え、先行策をとることをレース前から明かしていた。レースでは事前の宣言通り積極策をとって第3コーナーで真っ先に動き、最終コーナーを曲がり切る前に内で逃げるホットシークレットをかわして先頭に立った。一方のテイエムオペラオーは第4コーナーで他馬のマークに苦しんで進路がなくなり、最終直線で外から猛烈に追い込んできたものの、メイショウドトウが追撃を振り切って1馬身4分の1の差で1着。GI競走初制覇を成し遂げた。競走後、騎乗の安田は「騎手をやめてもいいぐらいうれしい」と喜びを語り、同騎手が検量室から出てくると関係者や報道陣から拍手がわき起こった。また、メイショウドトウの調教師を務めた安田伊佐夫は「わずかな差で負け続けていて悔しかった。具合が良かったし、距離的にも今回が一番チャンスだと思っていた」と語り、喜びを噛みしめた。この勝利によってメイショウドトウは馬主の松本好雄に28年目で初となるGIをもたらした競走馬となった。また、安田調教師にとっても初のGIタイトルをもたらした競走馬となり、これが安田調教師にとって生涯唯一のGIタイトルとなった。
春の総決算である宝塚記念を制覇し、晴れてGI馬として迎えた秋の初戦である天皇賞（秋）では、2番人気で単勝3.4倍に推された。レースがスタートすると、逃げ馬と目されたサイレントハンターが出遅れたためメイショウドトウが先頭に立つこととなり、1番人気のテイエムオペラオーと3番人気のステイゴールドがこれに続いて先団を形成する展開となった。メイショウドトウは先頭で最終直線に入ったものの伸びを欠き、中央から抜けてきたテイエムオペラオーに突き放された。しかし、大外から抜けてきたアグネスデジタルがメイショウドトウとテイエムオペラオーをまとめて抜き去り、メイショウドトウは3着入線となった。
続くジャパンカップでは、1番人気をテイエムオペラオー、2番人気をその年のダービー馬であるジャングルポケットに譲って3番人気で出走。以下はステイゴールドが4番人気、ナリタトップロードが5番人気と続いた。レースは人気上位馬がじっくり脚を溜める展開となり、メイショウドトウは最終直線で内から追込みを見せ先頭に迫った。残り400mを切ったところでテイエムオペラオーが先頭に立ったが、メイショウドトウは伸び切らず、大外から一気に伸びてきたジャングルポケットが差し切って初の同年ダービー馬によるジャパンカップ制覇を果たした。メイショウドトウは上位2頭から0.8秒差の5着となった。
引退レースとして臨んだ12月23日の有馬記念では、1番人気で単勝1.8倍のテイエムオペラオーに対し、メイショウドトウは2番人気で単勝5.5倍を示した。その次には同年の菊花賞を制して有馬記念に直行したマンハッタンカフェが単勝7.1倍の3番人気を示した。このレースはメイショウドトウの引退レースであると同時に、テイエムオペラオーにとっても引退レースとなった。トゥザヴィクトリーがレースを引っ張る展開となり、メイショウドトウは先団の外側を走り、テイエムオペラオーとマンハッタンカフェの2頭はその後ろにつけた。メイショウドトウは、先行策が功を奏して追走を許さず逃げ切った宝塚記念と同じく第3コーナーから第4コーナーにかけて早めに仕掛けを見せ、馬場の真ん中で最終直線を迎えた。しかし、直線で伸び切らず、外から末脚を見せたマンハッタンカフェに差し切られた。その後、追走してきたテイエムオペラオーにかわされそうになるもゴール前で踏ん張って先着は許さず、4着での入着となった。
2002年を迎えて間もなく、テイエムオペラオーと2頭そろっての合同引退式が挙行された。

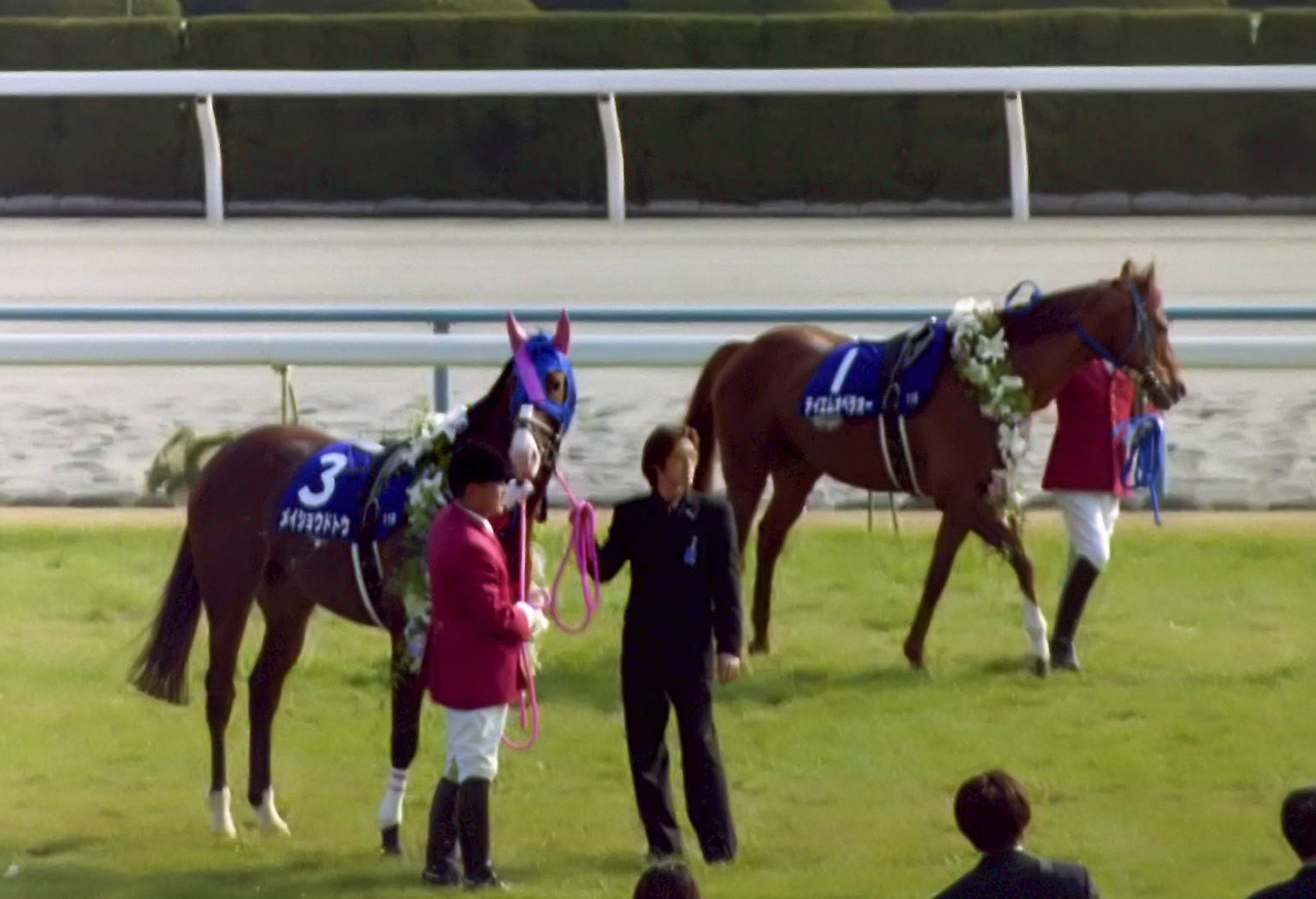
テイエムオペラオー、メイショウドトウ合同引退式

## 競走成績
以下の内容は、JBISサーチおよびnetkeiba.comに基づく。
| 年月日 | 年月日 | 年月日 | 競馬場 | 競走名          | 格     | 頭数 | 枠番 | 馬番 | 距離（馬場）  | オッズ （人気） | 着順 | 斤量 [kg] | 騎手     | タイム （上り3F） | タイム 差 | 勝ち馬/（2着馬）       |
| 1999.  | 1.     | 6      | 京都   | 4歳新馬         |        | 9    | 7    | 7    | ダ1800m（良） | 2.3（1人）      | 2着  | 55        | 安田康彦 | 1.56.6 (36.5)     | 0.2       | タイソーサ             |
|        | 1.     | 16     | 京都   | 4歳新馬         |        | 9    | 3    | 3    | ダ1800m（良） | 1.3（1人）      | 1着  | 55        | 安田康彦 | 1.55.7 (37.8)     | -0.3      | （ミラクルギフト）     |
|        | 3.     | 20     | 阪神   | 4歳500万下      |        | 9    | 3    | 3    | ダ1800m（不） | 2.8（1人）      | 4着  | 55        | 安田康彦 | 1.52.7 (37.2)     | 1.0       | タイロバリー           |
|        | 4.     | 18     | 中京   | かいどう賞      | 500万  | 16   | 4    | 7    | ダ1700m（稍） | 2.9（1人）      | 1着  | 55        | 安田康彦 | 1.46.9 (38.1)     | -0.1      | （ダイナミックウイン） |
|        | 5.     | 23     | 中京   | 香港JCT         | OP     | 16   | 1    | 1    | ダ1700m（良） | 9.3（6人）      | 8着  | 55        | 安田康彦 | 1.46.9 (38.4)     | 1.0       | マイシーズン           |
|        | 9.     | 5      | 札幌   | ポプラS         | 900万  | 11   | 5    | 5    | 芝1500m（良） | 37.1（8人）     | 8着  | 55        | 安田康彦 | 1.30.7 (36.3)     | 0.9       | プリンセスカーラ       |
|        | 9.     | 18     | 札幌   | 大倉山特別      | 900万  | 10   | 1    | 1    | 芝1800m（良） | 6.0（3人）      | 4着  | 55        | 安田康彦 | 1.51.4 (36.6)     | 1.0       | チアズビューティ       |
|        | 9.     | 25     | 札幌   | 道新スポーツ賞  | 900万  | 14   | 4    | 6    | 芝2000m（重） | 16.5（8人）     | 2着  | 55        | 安田康彦 | 2.05.7 (38.2)     | 0.8       | エリモピュア           |
|        | 10.    | 16     | 京都   | 嵯峨野特別      | 900万  | 13   | 5    | 6    | 芝2000m（良） | 16.5（4人）     | 1着  | 53        | 安田康彦 | 2.02.2 (34.7)     | -0.4      | （バイオレットパール） |
|        | 11.    | 14     | 京都   | ドンカスターS   | 1600万 | 11   | 6    | 6    | 芝1800m（良） | 12.3（4人）     | 1着  | 55        | 安田康彦 | 1.46.9 (34.6)     | -0.1      | （ロードサクセサー）   |
|        | 12.    | 26     | 阪神   | 六甲S           | OP     | 11   | 4    | 4    | 芝2000m（良） | 2.2（1人）      | 11着 | 54        | 安田康彦 | 2.04.3 (37.2)     | 2.0       | トゥナンテ             |
| 2000.  | 1.     | 16     | 京都   | 日経新春杯      | GII    | 14   | 3    | 4    | 芝2400m（良） | 19.2（8人）     | 2着  | 53        | 武幸四郎 | 2.24.4 (36.0)     | 0.1       | マーベラスタイマー     |
|        | 3.     | 5      | 中京   | 中京記念        | GIII   | 14   | 8    | 13   | 芝2000m（良） | 7.7（3人）      | 1着  | 54        | 安田康彦 | R1.59.1 (35.9)    | -0.5      | （ブリリアントロード） |
|        | 3.     | 26     | 中山   | 日経賞          | GII    | 10   | 4    | 4    | 芝2500m（良） | 9.3（4人）      | 3着  | 56        | 安田康彦 | 2.35.8 (35.8)     | 0.4       | レオリュウホウ         |
|        | 4.     | 29     | 東京   | メトロポリタンS | OP     | 9    | 7    | 7    | 芝2300m（良） | 1.5（1人）      | 1着  | 57        | 安田康彦 | 2.18.5 (35.5)     | -0.2      | （クラフトマンシップ） |
|        | 5.     | 27     | 中京   | 金鯱賞          | GII    | 11   | 4    | 4    | 芝2000m（稍） | 8.2（3人）      | 1着  | 57        | 安田康彦 | 1.58.5 (34.2)     | -0.2      | （ジョービッグバン）   |
|        | 6.     | 25     | 阪神   | 宝塚記念        | GI     | 11   | 4    | 4    | 芝2200m（良） | 23.0（6人）     | 2着  | 58        | 河内洋   | 2.13.8 (35.9)     | 0.0       | テイエムオペラオー     |
|        | 9.     | 24     | 中山   | オールカマー    | GII    | 9    | 2    | 2    | 芝2200m（重） | 1.9（1人）      | 1着  | 58        | 的場均   | 2.15.8 (35.6)     | -0.3      | （サクラナミキオー）   |
|        | 10.    | 29     | 東京   | 天皇賞（秋）    | GI     | 16   | 8    | 15   | 芝2000m（重） | 4.4（2人）      | 2着  | 58        | 的場均   | 2.00.3 (35.9)     | 0.4       | テイエムオペラオー     |
|        | 11.    | 26     | 東京   | ジャパンC       | GI     | 16   | 7    | 13   | 芝2400m（良） | 16.1（5人）     | 2着  | 57        | 安田康彦 | 2.26.1 (35.4)     | 0.0       | テイエムオペラオー     |
|        | 12.    | 24     | 中山   | 有馬記念        | GI     | 16   | 7    | 13   | 芝2500m（良） | 6.8（2人）      | 2着  | 57        | 安田康彦 | 2.34.1 (36.5)     | 0.0       | テイエムオペラオー     |
| 2001.  | 3.     | 24     | 中山   | 日経賞          | GII    | 10   | 1    | 1    | 芝2500m（良） | 1.1（1人）      | 1着  | 58        | 安田康彦 | 2.33.7 (34.6)     | -0.1      | （マチカネキンノホシ） |
|        | 4.     | 29     | 京都   | 天皇賞（春）    | GI     | 12   | 5    | 5    | 芝3200m（良） | 6.5（3人）      | 2着  | 58        | 安田康彦 | 3.16.3 (35.3)     | 0.1       | テイエムオペラオー     |
|        | 6.     | 24     | 阪神   | 宝塚記念        | GI     | 12   | 3    | 3    | 芝2200m（良） | 3.4（2人）      | 1着  | 58        | 安田康彦 | 2.11.7 (35.1)     | -0.2      | （テイエムオペラオー） |
|        | 10.    | 28     | 東京   | 天皇賞（秋）    | GI     | 13   | 2    | 2    | 芝2000m（重） | 3.4（2人）      | 3着  | 58        | 安田康彦 | 2.02.6 (36.5)     | 0.6       | アグネスデジタル       |
|        | 11.    | 25     | 東京   | ジャパンC       | GI     | 15   | 1    | 1    | 芝2400m（良） | 4.9（3人）      | 5着  | 57        | 安田康彦 | 2.24.6 (35.8)     | 0.8       | ジャングルポケット     |
|        | 12.    | 23     | 中山   | 有馬記念        | GI     | 13   | 8    | 13   | 芝2500m（良） | 5.5（2人）      | 4着  | 57        | 安田康彦 | 2.33.3 (34.6)     | 0.2       | マンハッタンカフェ     |

## 引退後
引退後はテイエムオペラオーとともにイーストスタッドで種牡馬となり、10年間の供用で血統登録頭数270頭、出走頭数はそのうちの241頭を数えた。その後、加齢していき種付頭数が減少する中でオーナーの松本好雄はあくまで一生涯面倒を見る予定であったが、認定NPO法人引退馬協会から協会の「顔」として松本に譲渡を要請し、松本がこれを受託したことから2017年から引退馬協会のフォスターホースとして余生を過ごすこととなった。2018年に引退名馬繋養展示事業の助成対象馬となり、11月29日にイーストスタッドからヴェルサイユファームへ移動。以降は広報部長的ポジションのナイスネイチャや相前後してフォスターホースとなったタイキシャトルとともに、引退馬協会の啓蒙活動の役割を担っている。
2021年6月16日、タイキシャトルとともに北海道新冠町のノーザンレイクへ移動となった。

### 主な産駒
- ライジングウェーブ（2003年産 大井記念）[26][28]
- フーガ（2006年産 王冠賞）[29]
- シャイン（2007年産 中京2歳ステークス、シンザン記念2着）[26][30]
- シゲルケンシン（2007年産 春望賞）[31]

## エピソード
- 引退後の時間を共に過ごしたタイキシャトルやローズキングダムとは仲が良く、たびたび鼻先をこすりつけ合う様子を目撃された[32]。
- ノーザンレイクでは、牧場の看板猫として飼われている元野良猫のメトと触れ合う様子が話題を呼んでおり、メイショウドトウの背中にメトが初めて乗った際の動画はYoutubeで再生回数が100万回を超えるなど、大きな反響を呼んだ[33][34]。2023年12月には2匹の触れ合いを記録した写真集『ボス猫メトとメイショウドトウ 引退馬牧場ノーザンレイクの奇跡』（辰巳出版、ISBN 978-4777830749）が発売された[35]。

## 血統表
| メイショウドトウの血統                        | メイショウドトウの血統                        | メイショウドトウの血統          | （血統表の出典）                | （血統表の出典） |
| 父系                                          | ノーザンダンサー系                            | ノーザンダンサー系              | ノーザンダンサー系              | [ § 2 ]          |
| 父 Bigstone 1990 鹿毛                         | 父の父*ラストタイクーン Last Tycoon 1983 鹿毛 | *トライマイベスト Try My Best   | Northern Dancer                 | Northern Dancer  |
| 父 Bigstone 1990 鹿毛                         | 父の父*ラストタイクーン Last Tycoon 1983 鹿毛 | *トライマイベスト Try My Best   | Sex Appeal                      |                  |
| 父 Bigstone 1990 鹿毛                         | 父の父*ラストタイクーン Last Tycoon 1983 鹿毛 | Mill Princess                   | Mill Reef                       | Mill Reef        |
| 父 Bigstone 1990 鹿毛                         | 父の父*ラストタイクーン Last Tycoon 1983 鹿毛 | Mill Princess                   | Irish Lass                      |                  |
| 父 Bigstone 1990 鹿毛                         | 父の母Batave 1982 栗毛                        | *ポッセ Posse                   | Forli                           | Forli            |
| 父 Bigstone 1990 鹿毛                         | 父の母Batave 1982 栗毛                        | *ポッセ Posse                   | In Hot Pursuit                  |                  |
| 父 Bigstone 1990 鹿毛                         | 父の母Batave 1982 栗毛                        | Bon Appetit                     | Major Portion                   | Major Portion    |
| 父 Bigstone 1990 鹿毛                         | 父の母Batave 1982 栗毛                        | Bon Appetit                     | Sweet Solera                    |                  |
| 母 *プリンセスリーマ Princess Reema 1984 栗毛 | 母の父Affirmed 1975 栗毛                      | Exclusive Native                | Raise a Native                  | Raise a Native   |
| 母 *プリンセスリーマ Princess Reema 1984 栗毛 | 母の父Affirmed 1975 栗毛                      | Exclusive Native                | Exclusive                       |                  |
| 母 *プリンセスリーマ Princess Reema 1984 栗毛 | 母の父Affirmed 1975 栗毛                      | Won't Tell You                  | Crafty Admiral                  | Crafty Admiral   |
| 母 *プリンセスリーマ Princess Reema 1984 栗毛 | 母の父Affirmed 1975 栗毛                      | Won't Tell You                  | Scarlet Ribbon                  |                  |
| 母 *プリンセスリーマ Princess Reema 1984 栗毛 | 母の母First Fling 1977 黒鹿毛                 | Nijinsky II                     | Northern Dancer                 | Northern Dancer  |
| 母 *プリンセスリーマ Princess Reema 1984 栗毛 | 母の母First Fling 1977 黒鹿毛                 | Nijinsky II                     | Flaming Page                    |                  |
| 母 *プリンセスリーマ Princess Reema 1984 栗毛 | 母の母First Fling 1977 黒鹿毛                 | Fast Approach                   | First Landing                   | First Landing    |
| 母 *プリンセスリーマ Princess Reema 1984 栗毛 | 母の母First Fling 1977 黒鹿毛                 | Fast Approach                   | Pinny Gray                      |                  |
| 母系(F-No.)                                   | プリンセスリーマ(USA)系(FN:4-p)               | プリンセスリーマ(USA)系(FN:4-p) | プリンセスリーマ(USA)系(FN:4-p) | [ § 3 ]          |
| 5代内の近親交配                               | Northern Dancer 4×4=12.50%                    | Northern Dancer 4×4=12.50%      | Northern Dancer 4×4=12.50%      | [ § 4 ]          |
| 出典                                          | 1. 2. 3. 4.                                   | 1. 2. 3. 4.                     | 1. 2. 3. 4.                     | 1. 2. 3. 4.      |